# 13473 Хокема
13473 Хокема (13473 Hokema) — астероїд головного поясу, відкритий 7 квітня 1953 року.
Тіссеранів параметр щодо Юпітера — 3,601.